# Anton Mauerhofer jr.
Anton Mauerhofer jr. (Hartberg (Stiermarken), 1966) is een Oostenrijks dirigent, trombonist en muziekpedagoog.

## Levensloop
Mauerhofer kreeg zijn eerste tromboneles op zesjarige leeftijd aan de muziekschool Pöllau (Stiermarken). Hij won meerdere malen het wedstrijd Jeugd musiceert. Zijn studies deed hij aan de Universität für Musik und darstellende Kunst (KUG) in Graz. Gedurende deze tijd was hij lid van het Gustav Mahler Jeugdorkest onder leiding van Claudio Abbado eveneens van het Jeunesseorkest de Blazersphilharmonie Wenen en het Pannonische Blasorchester. 
Sinds 1977 is hij trombonist in de Kernstock-Kapelle Pöllau en sinds 1987 is hij docent aan de Musikschule Pöllau-Vorau-Joglland. Sinds 1999 is hij dirigent van de Kernstock-Kapelle Pöllau. Verder is hij bezig in de Steiermärkischer Blasmusikverband. In 2005 stichtte hij het Bezirksblasorchester Hartberg en is ook de dirigent van dit harmonieorkest.